# ام‌اس-۷۳۳ موران
ام‌اس-۷۳۳ موران (به انگلیسی: Morane-Saulnier_Alcyon) یک هواگرد ملخ‌پیشین تک‌موتوره از نوع پایه آموزشی ساخت شرکت Morane-Saulnier است. هواگرد ام‌اس-۷۳۳ موران نخستین پروازش را در ۱۹۴۹ میلادی انجام داد. در مجموع، تعداد ۲۰۸ فروند از این هواگرد ساخته شده‌است.